# Munavvar Qori Abdurashidxon oʻgʻli
Munavvar Qori Abdurashidxon oʻgʻli (kyrillisch Мунаввар Қори Абдурашидхон ўғли; arabischer Name منور قارى ابن عبد الرشيد خان, DMG Munauwar Qārī ibn ʿAbd ar-Rašīd Ḫān; im modernen Usbekisch Munavvarqori Abdurashidxonov, kyrillisch Мунавварқори Абдурашидхонов; russisch Мунаввар Кары Абдрашитов Munawwar Kary Abduraschitow, Абдурашидов Abduraschidow, Абдурашидханов Abduraschidchanow oder Абдурашидхонов Abduraschidchonow; * 1878 oder 1880; † 1931 oder 1933) war ein usbekischer dschadidistischer Publizist und Schriftsteller aus Taschkent.

## Leben
Munavvars Titel Qori (arabisch قارئ, DMG qāriʾ ‚Leser‘) weist auf seine frühere Tätigkeit als Vorleser aus dem Koran an einer Moschee hin. Er lernte an der Yunusxon-Madrasa in Taschkent und verbrachte anschließend, bis 1901, einige Zeit in einer Madrasa in Buchara. Über seine Motivation zu seinen nun folgenden Tätigkeiten ist wenig bekannt.
1901 eröffnete Munavvar Qori die erste reformierte Grundschule (maktab) Taschkents und schrieb Adib-i awwal („der erste Lehrer“), ein dschadidistisches Schulbuch. 1906 gründete er Xurshid, eine der ersten Zeitungen der zentralasiatischen Reformer, und erntete von diesem Zeitpunkt an Anerkennung als Anführer der zentralasiatischen Dschadidisten. Das Blatt wurde als „Organ der Muslime, publiziert zwei oder drei Mal wöchentlich auf Turkisch; ein literarisches, wissenschaftliches und soziopolitisches Organ“ angekündigt, erschien jedoch unregelmäßig und verschwand bereits im November desselben Jahres wieder. In den folgenden Jahren brachte Munavvar Qori weitere Zeitungen heraus, die wie auch Xurshid bald verboten wurden. 1914 und 1915 erschien Sadoyi Turkiston, die Munavvar Qori gemeinsam mit Usmonxoʻja oʻgʻli herausbrachte.

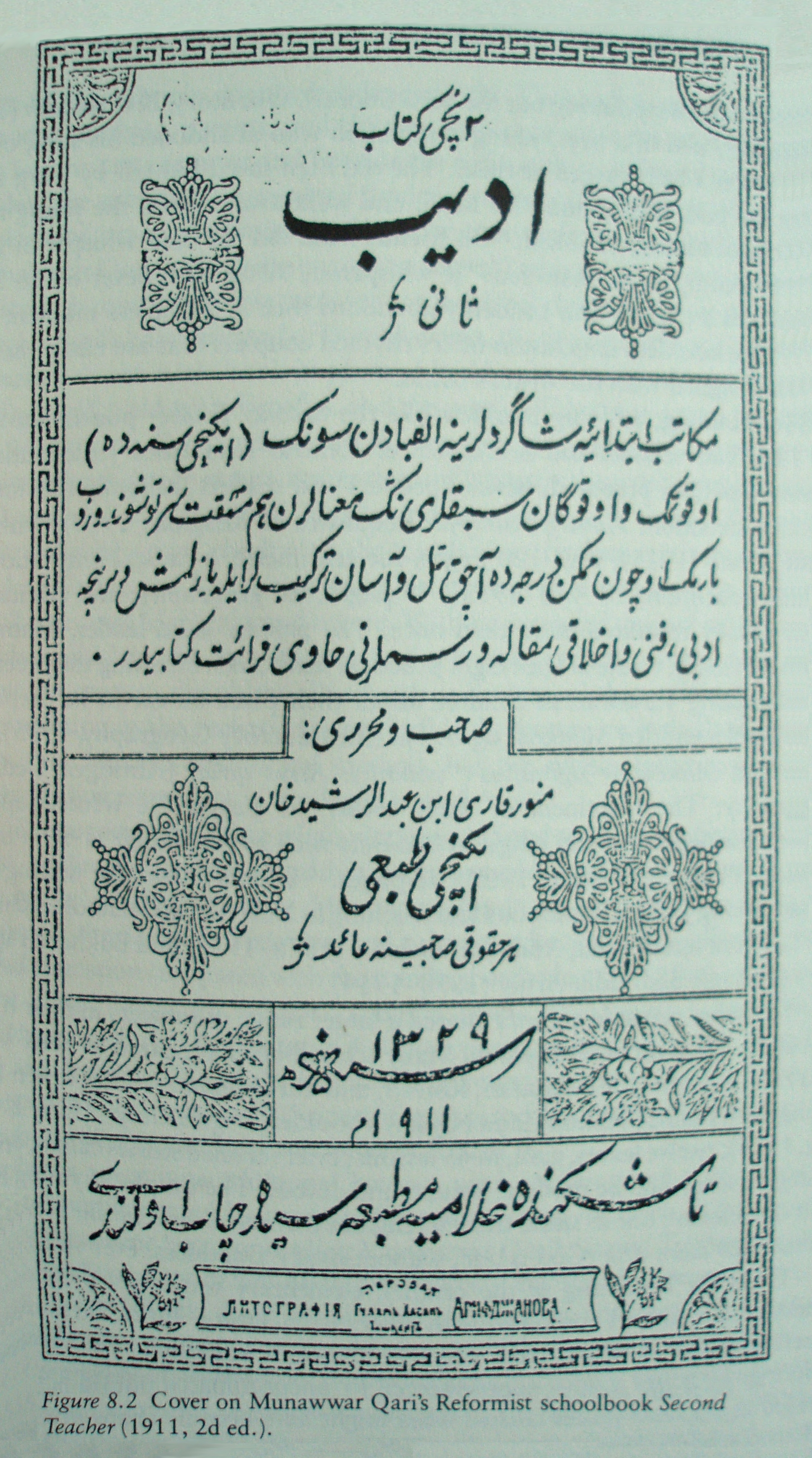
Cover von Adib-i sani

Im Gegensatz zu den tatarischen Vorbildern kritisierte Munavvar Qori nicht die muslimische religiöse Führung an sich, sondern nur ihr individuelles Versagen. Er blieb mit der Ulama in engster Verbindung aller Dschadidisten und wird deswegen als „konservatives Ende“ dieser Bewegung beschrieben. Seine bildungspolitische Botschaft war, Kindern für sie verständliche Texte zu präsentieren und nicht mystische mittelalterliche Werke. Munavvar Qori sah die muslimische Gesellschaft Zentralasiens in einer ernsthaften Krise – durch diese modernere Bildung glaubte er die gesellschaftlichen Probleme lösen zu können. Munavvar Qori verfasste darüber hinaus einige Bücher (darunter 1911 ein zweites Schulbuch, Adib-i sani, „der zweite Lehrer“) und gelegentlich poetische Werke in usbekischer und tadschikischer Sprache. Im Mai 1916 nahm er an einem Treffen bei Mahmudxoʻja Behbudiy teil, das zum Ziel hatte das Einziehen der turkestanischen Bevölkerung in den Kriegsdienst im Ersten Weltkrieg zu verhindern.
Um 1920 engagierte er sich für die Entwicklung von Drama und Theater als Mittel zur Bildung und als Ausdruck der lokalen Kultur. Durch seinen Einsatz hatte Taschkent 1921 vier oder fünf Drama-Zentren. 1922 war er eine Amtszeit lang Bildungskommissar der ASSR Turkestan.
1925 wurde Munavvar Qori als politisch aktiver Antisowjet arrestiert. In den 1930ern verschwand er in den Gulags.